# Шиманув (Пясечинський повіт)
Шиманув (пол. Szymanów) — село в Польщі, у гміні Ґура-Кальварія Пясечинського повіту Мазовецького воєводства.
Населення — 349 осіб (2011).
У 1975-1998 роках село належало до Варшавського воєводства.

## Демографія
Демографічна структура станом на 31 березня 2011 року:
|          | Загалом | Допрацездатний вік | Працездатний вік | Постпрацездатний вік |
| -------- | ------- | ------------------ | ---------------- | -------------------- |
| Чоловіки | 180     | 22                 | 140              | 18                   |
| Жінки    | 169     | 30                 | 103              | 36                   |
| Разом    | 349     | 52                 | 243              | 54                   |